# Mars Oxygen ISRU Experiment
Mars Oxygen ISRU Experiment (MOXIE) és un experiment de tecnologia d'exploració que produirà una petita quantitat d'oxigen pur a partir del diòxid de carboni atmosfèric marcià (CO₂) en un procés anomenat electrolitzador d'òxid sòlid.
MOXIE és un model de prova a escala 1/200 d'un disseny que es pot utilitzar a Mart. MOXIE viatja a bord de l'astromòbil Perseverance, com a part de la missió de Mars 2020. L'investigador principal de l'instrument MOXIE és Michael Hecht del Massachusetts Institute of Technology (MIT). Els principals contribuents a l'instrument MOXIE són el Massachusetts Institute of Technology (MIT), el Jet Propulsion Laboratory de la NASA i l'empresa OxEon Energy (anteriorment: Ceramatec, Inc. ((SOXE)).
Altres col·laboradors són: Imperial College London, Space Exploration Instruments LLC, Tucson, Institut Niels Bohr de la Universitat de Copenhaguen, la Universitat Estatal d'Arizona, la Universitat Tècnica de Dinamarca i Air Squared (el compressor).
La tecnologia es pot ampliar com un mitjà de produir oxigen per al oxidant propulsor en un Vehicle d'Ascens a Mart (MAV) per a un retorn de mostres.

## Objectiu

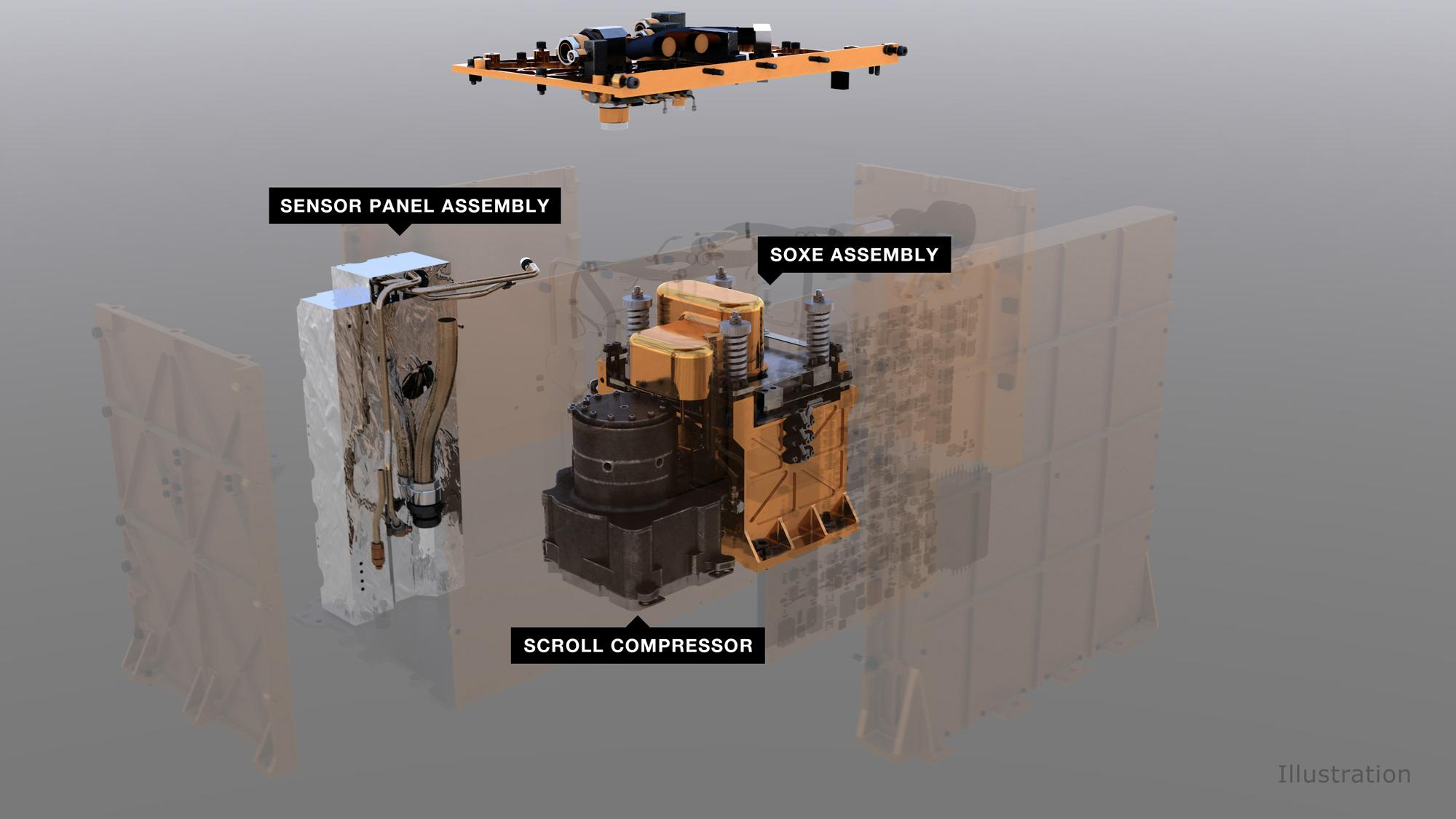
Mars Perseverance Rover
Components del MOXIE

El principal objectiu d'aquest experiment és produir oxigen molecular (O₂) a partir del diòxid de carboni atmosfèric (CO₂) que contribueix al 96% de l'atmosfera marciana. Els científics registraran l'eficiència de la taxa de producció de O₂, i l'oxigen i monòxid de carboni que en resulte seran expulsats una vegada les mesures siguen fetes.
Per aconseguir aquest objectiu, l'instrument MOXIE té l'objectiu de produir 22 g d'oxigen (O₂) per hora amb una puresa >99.6% durant 50  sol (~1230 hores).
Els funcionaris de la NASA van afirmar que si MOXIE funcionés de manera eficient, podrien aterrar un instrument basat en MOXIE 100 vegades més gran a Mart, juntament amb un generador termoelèctric per radioisòtops. Al llarg d'uns anys, el generador alimentaria el sistema, que produiria fins a dos quilograms d'oxigen per hora, i omplir un dipòsit d'oxigen que es podria utilitzar per a una missió de retorn de mostres, o per quan els astronautes de la NASA podrien arribar en algun moment de la dècada de 2030. L'oxigen emmagatzemat es podria utilitzar per mantenir la vida i també es pot utilitzar com a oxidant propel·lent de coets per impulsar el seu viatge de retorn a la Terra. L'alta puresa és crucial ja que els futurs astronautes la respiraran.
El nitrogen (N
2) i l'argó (Ar) no estan separats de l'alimentació, sinó que es desprenen amb monòxid de carboni (CO). El CO, subproducte de la reacció, també es pot recol·lectar i emprar com a propel·lent o convertir-lo en metà (CH
4) per utilitzar-lo com a propel·lent.

## Desenvolupament
| MOXIE               | Unitats/rendiment                                      |
| ------------------- | ------------------------------------------------------ |
| Propòsit            | Prova la producció de O 2 a partir del CO 2 atmosfèric |
| Massa               | 15 kg                                                  |
| Energia             | 300 W                                                  |
| Dimensions          | 23.9 × 23.9 × 30.9 cm                                  |
| O 2 production rate | 10-22 grams/hr                                         |

L'experiment MOXIE fa un seguiment d'un experiment anterior, el Mars ISPP Precursor ("MIP"), que va ser dissenyat i construït per volar a la missió Mars Surveyor 2001 Lander. El MIP tenia la intenció de demostrar la producció de propel·lents in situ ("ISPP") a escala de laboratori mitjançant electròlisi de diòxid de carboni per produir oxigen a Mart. L'experiment del MIP es va ajornar quan es va cancel·lar la missió Lander del 2001 després del fracàs del Mars Polar Lander del 1998.
L'investigador principal és Michael Hecht i l'investigador principal adjunt és Jeffery Hoffman de l'Institut Tecnològic de Massachusetts. Entre els col·laboradors hi ha la Universitat de Copenhaguen, la Universitat Estatal d'Arizona, l'Imperial College of Science, el gerent de programes internacionals Jeff Mellstrom del Laboratori de Propulsió per Reacció de la NASA, Ceramatec, Inc. (SOXE), Air Squared (compressor) Space Exploration Instruments LLC., i la Universitat Tècnica de Dinamarca.

## Principi
Moxie recull CO
2 de l'atmosfera marciana, després divideix electroquímicament el CO
2 molècules a O
2 i CO. Una cel·la d'electròlisi d'òxid sòlid funciona segons el principi que, a temperatures elevades, certs òxids ceràmics, com la zircònia estabilitzada amb ítria (YSZ) i òxid de ceri dopat, esdevenen conductors d'ions d'òxid (O2–). Un disc prim no porós de YSZ (electròlit sòlid) s'intercala entre dos elèctrodes porosos. Per a la generació d'oxigen a partir del diòxid de carboni, el CO₂ es difon a través del elèctrode porós (càtode) i arriba a les proximitats del límit elèctrode-electròlit. Mitjançant una combinació de dissociació tèrmica i electrocatàlisi, un àtom d’oxigen s’allibera de la molècula CO
2 i recull dos electrons del càtode per convertir-se en un ió òxid (O 2–). A través de les vacants dels ions d'oxigen a la xarxa cristal·lina de l'electròlit, l'ió d'oxigen es transporta a la interfície electròlit-ànode a causa del potencial aplicat del corrent continu. En aquesta interfície, l'ió d'oxigen transfereix la seva càrrega a l'ànode, es combina amb un altre àtom d'oxigen per formar oxigen (O₂) i es difon fora de l'ànode.
La reacció neta és, doncs, de 2CO
2 {\displaystyle \longrightarrow } 2CO + O
2

## Demostració Tecnològica a Mart
La producció d'oxigen va ser aconseguida el matí del 20 d'abril de 2021 (o durant el Sol 60 en el Cràter Jezero). MOXIE generà 5.37 grams d'oxigen en una hora, equivalent al que un astronauta necessitaria per respirar durant uns 10 minuts. La producció d'oxigen està limitada a 12 grams/hora a causa de restriccions energètiques. Aquesta quantitat és aproximadament la que un arbre gran produiria a la Terra.

## Curiositats
Ja sigui per disseny o per sorprenent coincidència, MOXIE també és el nom d'un edifici productor d'oxigen del videojoc de simulació d'edificis Surviving Mars.